# بهزير (كوهمرة خامي)
بهزیر (بالفارسية: پهزیر) هي قرية تقع في إيران في قسم كوهمرة خامي الريفي.